# PDCD5
PDCD5 (англ. Programmed cell death 5) — білок, який кодується однойменним геном, розташованим у людей на короткому плечі 19-ї хромосоми. Довжина поліпептидного ланцюга білка становить 125 амінокислот, а молекулярна маса — 14 285.
| 10         |  | 20         |  | 30         |  | 40         |  | 50         |
| ---------- |  | ---------- |  | ---------- |  | ---------- |  | ---------- |
| MADEELEALR |  | RQRLAELQAK |  | HGDPGDAAQQ |  | EAKHREAEMR |  | NSILAQVLDQ |
| SARARLSNLA |  | LVKPEKTKAV |  | ENYLIQMARY |  | GQLSEKVSEQ |  | GLIEILKKVS |
| QQTEKTTTVK |  | FNRRKVMDSD |  | EDDDY      |  |            |  |            |

A: Аланін

D: Аспарагінова кислота

E: Глутамінова кислота

F: Фенілаланін

G: Гліцин

H: Гістидин

I: Ізолейцин

K: Лізин

L: Лейцин

M: Метіонін

N: Аспарагін

P: Пролін

Q: Глутамін

R: Аргінін

S: Серин

T: Треонін

V: Валін

Кодований геном білок за функцією належить до фосфопротеїнів. 
Задіяний у таких біологічних процесах, як апоптоз, ацетилювання, альтернативний сплайсинг. 